# Kol
Kol byl rod alvarezsauridního teropodního dinosaura, žijícího na území dnešního Mongolska v období svrchní křídy (souvrství Djadochta, asi před 75 miliony let). Tento rod byl podstatně větší než ostatní známí alvarezsauridi, dosahoval asi dvojnásobku délky rodu Shuvuuia. Byl však ve svém ekosystému (lokalita Ukhaa Tolgod) podstatně vzácnější.

## Popis
Je znám pouze podle jediné dobře zachovalé kostry zadní končetiny. Byl popsán v roce 2009 pod binomickým názvem Kol ghuva, což v překladu z mongolštiny znamená "krásná noha". Materiál nese označení IGM 100/2011. Přesné vztahy k ostatním zástupcům čeledi není možné rozeznat, zdá se však, že šlo o poměrně odvozený, pokročilý taxon. Výrazné jsou především kurzoriální adaptace na kostře nohy, Kol byl tedy zřejmě rychlým a aktivním běžcem. Při délce 1,8 až 2 metry a hmotnosti asi 20 kilogramů patřil k poměrně velkým zástupcům své vývojové skupiny.

## Nejkratší rodové jméno
Donedávna byl Kol nejkratším rodovým jménem neptačího dinosaura, spolu s čínským troodontidem rodu Mei (dnes je to Yi qui). Nejdelší rodové jméno dinosaura je naopak Micropachycephalosaurus.